# Pettersson und Findus – Kleiner Quälgeist, große Freundschaft
Pettersson und Findus – Kleiner Quälgeist, große Freundschaft ist ein deutscher, teils animierter, Kinderfilm vom Regisseur Ali Samadi Ahadi, basierend auf der Kinderbuchreihe Pettersson und Findus von Sven Nordqvist. Der Film lief am 13. März 2014 in den deutschen Kinos an. Es ist der Auftaktfilm zur Neubearbeitung der Zeichtrickfilmereihe von 1999–2009. 2016 folgte Pettersson und Findus – Das schönste Weihnachten überhaupt und 2018 der Film Pettersson und Findus – Findus zieht um.

## Handlung
Der kauzige alte Pettersson lebt allein auf seinem Bauernhof in Schweden und verbringt oft Zeit damit, Dinge und Maschinen zu erfinden, die ihm sein Leben erleichtern sollen. Nur leider funktionieren die oft nicht so, wie sie sollen. Gerade hat er die erste „Krümelvomtischfegemaschine“ der Welt erfunden, doch gleich beim ersten Einsatz fallen die wichtigsten Teile ab. Seine Hühner, die die Krümel fressen sollen, interessiert das aber wenig. Sie hören ihm nicht einmal bei seinen Selbstgesprächen zu.
Eines Tages setzt die hilfsbereite Beda Andersson der Einsamkeit von Pettersson ein Ende, als sie ihm einen kleinen Kater schenkt, den sie im Wald gefunden und vor dem Jäger Gustavsson versteckt hat, als dessen Jagdhund ihm auf der Spur war. Der glückliche Pettersson gibt ihm den Namen Findus, weil dieses Wort auf dem Karton stand, den Beda als Transportbox benutzt hatte. Pettersson kümmert sich liebevoll um ihn, baut ihm ein kleines Bettchen und liest ihm zur Nacht Geschichten vor. Die Abenteuer beginnen, als der kleine Findus plötzlich zu sprechen anfängt. Als erstes näht Pettersson für Findus eine grüne Hose mit Streifen, die sich der Kater gewünscht hatte.
Am nächsten Morgen erkundet Findus schon früh am Morgen das Haus, während Pettersson noch schläft. Dabei entdeckt er die Wohnwelt der der kleinen Mucklas, hält sie aber zunächst für Monster und reißt vor ihnen aus. In seiner Angst versteckt er sich unter einer Kiste, wo ihn gerade Gustavssons Jagdhund erschnüffelt und belagert. Pettersson, der inzwischen aufgewacht ist und nach Findus sucht, befreit ihn, als er ihn unter der Kiste entdeckt. Anschließend zeigt er Findus mehr von der Welt außerhalb des Hauses und geht mit ihm in seinen Garten. Dort entdeckt Findus eine Sprungfeder und hat sogleich seinen Spaß damit, was auch Pettersson belustigt. Dann liegt dort auch noch ein alter Schneebesen herum, was die beiden auf die Idee bringt eine Torte zu backen und Geburtstag zu feiern. Findus gefällt das so gut, dass er solange quengelt, bis ihm Pettersson bepflichtet, dass er nicht nur einmal, sondern zweimal im Jahr Geburtstag hätte. Dieses zweite Mal wünscht sich Findus gleich am nächsten Tag. Doch kann Pettersson das Mehl zum Backen nicht finden und müsste somit ins Dorf, um welches zu kaufen. Dummerweise hat sein Fahrrad aber eine Panne und der Schlüssel für den Schuppen mit dem Werkzeug liegt im Brunnen. Da es nun keine Pfannkuchentorte gibt, erweckt ein Rind auf der Weide in Findus den Wunsch, ein Stierkämpfer zu sein. Doch der junge Stier hat wenig Verständnis für Spielereien und jagt Findus von der Weide. Pettersson ist ziemlich verärgert, weil der Kater sehr leichtsinnig war. Über diesen ersten Streit sind beide sehr traurig und vertragen sich schon kurze Zeit danach, weil ja schließlich einer den anderen braucht. Nachdem Pettersson den Schlüssel mit einer Angel aus dem Brunnen holt, sein Fahrrad repariert und neues Mehl kauft, kann es endlich mit dem Tortebacken losgehen. Als die Torte dann fertig ist und Beda zum Kaffee erscheint, isst sie die ganze Torte allein auf.
Pettersson wird von Gustavsson vor einem Fuchs gewarnt, den er bisher noch immer nicht erwischen konnte. Zur Sicherheit holt Findus erst einmal alle zehn Hühner ins Haus, doch erscheint das nicht die beste Lösung zu sein. So bastelt Pettersson an einer neuen Erfindung, mit der er den Fuchs vertreiben will: eine Huhnattrappe mit einem Luftballon und Pfeffer als Innenleben. Doch damit nicht genug, baut er für Findus eine Seilbahn, mit der er aus dem Dachfenster heraus als Spukgespenst über den Hof schweben kann. Aber noch ist heller Tag und Breda hat auch noch eine Idee. Sie bringt den Hahn „Caruso“, den sie davon bewahrt hat von Gustavssons geschlachtet zu werden, zu Pettersson auf den Hof. Er könne mit seiner kräftigen Stimme schließlich auch auf die Hühner aufpassen. Die einzigen, die von dem neuen Mitbewohner begeistert sind, scheinen allerdings die Hühner zu sein. Als dann tatsächlich der Fuchs in der Nacht auftaucht, hat Findus Mitleid mit dem armen Tier, das sehr verängstigt aussieht und auch humpelt. Deshalb warnt er ihn und statt seiner geht ihnen Gustavsson und sein Jagdhund in die „Falle“. Mit großem Getöse und einem Feuerwerk verjagen sie die beiden vom Hof und Findus sieht sich als großen Helden. Nur sehen die Hühner das anders, für sie ist ihr Hahn der große Sieger, weil er sich auf den Fuchs gestürzt und ihn in die Flucht geschlagen hatte, als sich das Raubtier bei dem ganzen Tumult ins Haus verkriechen wollte. Findus ist extrem genervt von dem „blöden“ Hahn, der nicht nur aufdringlich kräht, sondern nun auch Petterssons Aufmerksamkeit hat. Er fühlt sich vernachlässigt und will den Hof verlassen. Findus besinnt sich aber wieder, als er feststellen muss, dass er eigentlich ein ziemliches Glück mit seinem neuen Zuhause hat. Den Hahn vertreibt er mit einer List, weil er ihm sagt, Pettersson wäre von seinem vielen Krähen krank geworden und er würde bald im Kochtopf landen. Als Findus aber merkt, dass  Pettersson traurig ist, weil der Hahn weggeflogen ist, holt er ihn zurück auf den Hof. Zusammen mit Beda, Gustavsson und den Tieren feiern sie ein fröhliches Fest.

## Hintergrund
Der Film basiert auf den Kurzgeschichten „Wie Findus zu Pettersson kam“, „Eine Geburtstagstorte für die Katze“, „Ein Feuerwerk für den Fuchs“ und „Findus und der Hahn im Korb“ von Sven Nordqvist. Sven Nordqvist begleitete das Filmteam von Anfang unterstützend und half insbesondere bei der Drehbuchentwicklung mit.
Mit einem für deutsche Verhältnisse sehr großen Budget von 8,4 Millionen Euro ist der Film einer der teuersten deutschen Familienfilme. Finanziert wurde dies hauptsächlich durch die Förderung von der Film- und Medienstiftung NRW, der Mitteldeutschen Medienförderung, der Hessen Invest Film, der MFG Medien- und Filmgesellschaft Baden-Württemberg, dem Medienboard Berlin-Brandenburg, der Filmförderungsanstalt, dem Beauftragten der Bundesregierung für Kultur und Medien, dem Deutschen Filmförderfonds, dem MEDIA Programm der Europäischen Gemeinschaft und dem Kuratorium junger deutscher Film.
Die Studioaufnahmen entstanden 2012 im Erfurter STUDIOPARK KinderMedienZentrum.
Der Kater Findus wurde aufwändig vom preisgekrönten deutschen Visual-Effects-Studio Pixomondo realisiert. 16 Monate lange arbeiteten 150 Spezialisten daran, Findus am Computer zu animieren.

## Rezeption
Der Film erhielt von der Deutschen Film- und Medienbewertung (FBW) das Prädikat „besonders wertvoll“. In der Jurybegründung wurden die „vielen liebevollen Details“ hervorgehoben und dass der Film den „kindlichen Sehgewohnheiten“ entgegenkomme. Die Musik sei „eingängig“ und unterstreiche „die positive Botschaft der Geschichten“. Insgesamt sei der Film ein „schön erzählter und grandios ausgestatteter Kinderfilm, der mit liebevollen Details und stimmiger Musik sein junges Publikum mit positiven Botschaften bestens unterhält“.
Der film-dienst bezeichnete die „liebenswerte Verfilmung“ als „technisch überzeugende Verbindung von realen Darstellern und digital animierter Kulisse“. Der Film komme dem jungen Publikum mit einer „unaufgeregte[n] Dramaturgie“ entgegen und vermittle „den Wert von Freundschaft und Ehrlichkeit“. Die Filmzeitschrift Cinema meinte, für die Rolle des Pettersson „hätte man keinen passenderen Darsteller als Ulrich Noethen“ finden können. Der einzige Schwachpunkt der „detailverliebten Realverfilmung“ sei, dass „CGI-Kater Findus […] dagegen ziemlich künstlich“ aussehe. Die Filmwebsite kino.de meinte hingegen, die CGI-Effekte seien überzeugend und der animierte Kater füge „sich nahtlos in die liebevoll inszenierte Bauernhofidylle ein“. Im Fazit heißt es, der Film sei eine „lustige, berührende Geschichte um Freundschaft, Vertrauen und Geborgenheit“.
Bei Filmstarts ist aber auch von einer „Hauruck-Dramaturgie“, bei der nicht die gleiche Sorgfalt zu erkennen sei wie etwa bei der Ausstattung, sowie von „inszenatorischen Mätzchen“ die Rede. Der Film sei zum Teil beeindruckend gelungen, aber es werde auch oft über das Ziel hinausgeschossen. Ergebnis sei ein etwas langer Film..., der mehr durch seine gestalterischen als durch seine erzählerischen Qualitäten besteche.

## Auszeichnungen
2014 erhielt der Film den Kinder-Medien-Preis Der weiße Elefant, der seit 2005 alljährlich im Rahmen des Münchner Filmfestes verliehen wird.

## Folgeprojekte
Regisseur, Förderer und Schauspieler haben nach der Vorlage von Sven Nordqvist weitere Folgen produziert:
- 2016: Pettersson und Findus – Das schönste Weihnachten überhaupt
- 2018: Pettersson und Findus – Findus zieht um